# Dušan Kveder
Dušan Kveder - Tomaž, slovenski španski borec, komunist, partizan, general, politični komisar, prvoborec in narodni heroj, * 9. april 1915, Šentjur, Avstro-Ogrska † 12. marec 1966, Beograd. 

## Življenje
Kveder se je udeležil španske državljanske vojne, nakar je bil od leta 1939 do 1941 zaprt v taboriščih v Franciji in Nemčiji.
Julija 1941 se je pridružil NOB, kjer je postal politični komisar II. grupe odredov, nato pa komandant Glavnega štaba NOV in POS.
Prvi soguverner celotne Julijske krajine pred ustanovitvijo STO in prvi guverner B. cone Svobodnega tržaškega ozemlja (STO) od 1. maja 1945 leta do 15. septembra 1947 leta.

## Napredovanja
- rezervni generalpodpolkovnik JLA[3]

## Odlikovanja
- red narodnega heroja
- red partizanske zvezde I. stopnje
- red zaslug za ljudstvo I. stopnje
- red bratstva in enotnosti I. stopnje
- red partizanske zvezde II. stopnje
- red za hrabrost (2x)
- red jugoslovanske zastave II. stopnje
- red križa Grunwalda I. stopnje (Poljska)
- partizanska spomenica 1941